# ミヒール・ファンカンペン
ミヒール・ファン・カンペン（Michiel van Kampen, 1976年1月23日 - ）は、オランダ・北ホラント州ハールレム出身の元野球選手（投手）。右投右打。現在は、アメリカ独立リーグ・パイオニアリーグのボイシ・ホークスで投手コーチを務めている。

## 経歴
オランダのハールレム出身。高校卒業後に渡米し、オレゴン州にあるトレジャーヴァレー・コミュニティ・カレッジと、アイダホ州にあるアルバートソン・カレッジで投手としての腕を磨いた。
1998年に、オランダのプロリーグであるホーフトクラッセのHCAWに入団。インスタント・ホラントA90、コレンドン・キンヘイムと渡り歩き、2010年までリーグに所属した。 リーグを代表するクローザーとして、2007年には8セーブ、2008年には11セーブ、2010年には11セーブを挙げセーブ王に輝いている。
また、1999年からは野球オランダ代表のメンバーとして、2006年の第1回WBC、2008年の2008年北京オリンピック、2009年の第2回WBCや、ヨーロッパ野球選手権大会など数多くの国際大会に出場している。オランダ代表でも主にリリーフを務めた。
2010年に現役を引退し、以後は妻の故郷であるアイダホ州に居住。
2018年8月、ボイシ州立大学野球部のコーチに就任。2021年からは同じボイシを本拠地とする独立リーグ・パイオニアリーグのボイシ・ホークスの投手コーチに就任した。

## 選手としての特徴
サイドスローから140キロ弱のツーシームとスライダーをテンポ良く投げ込む投球が持ち味。

## 詳細情報

### 代表歴
- 2008 北京オリンピック・オランダ代表
- 2006 ワールド・ベースボール・クラシック・オランダ代表
- 2009 ワールド・ベースボール・クラシック・オランダ代表
- ヨーロッパ野球選手権大会 - 6回
- IBAFワールドカップ - 4回
- IBAFインターコンチネンタルカップ - 3回